# ژرژ مویمه
ژرژ مویمه (فرانسوی: Georges Mouyémé‎؛ زادهٔ ۱۵ آوریل ۱۹۷۱) بازیکن فوتبال اهل کامرون بود.
از باشگاه‌هایی که در آن بازی کرده‌است می‌توان به باشگاه فوتبال تروا، باشگاه فوتبال هامبورگ، باشگاه فوتبال آنژه، باشگاه فوتبال پاریس، و باشگاه فوتبال گوانگ‌ژو سیتی اشاره کرد.
وی همچنین در تیم ملی فوتبال کامرون بازی کرده‌است.